# Amasiano di Taranto
Amasiano (... – I secolo) è considerato dalla tradizione locale il primo vescovo di Taranto e venerato come santo dalla Chiesa cattolica.

## Agiografia
Secondo la tradizione agiografica , san Pietro e san Marco in viaggio da Antiochia a Roma giunsero a Taranto e incontrarono Amasiano o Amasio un vecchio, gobbo dalla nascita, custode del giardino di Eucadio nei pressi del Mar Piccolo.
Marco guarì Amasiano e lo convertì al cristianesimo; Pietro, prima di ripartire per Roma, nominò Amasiano primo vescovo della nascente comunità cristiana di Taranto.
Amasiano governò la Chiesa tarantina per venti mesi.